# Остроголовые змеи
Остроголовые змеи (лат. Oxybelis) — род змей семейства Ужеобразных. Представители рода обитают в Северной, Центральной и Южной Америке.
Общая длина варьирует от 1 до 2 м. Голова узкая, морда сильно вытянута. Туловище тонкое, хвост длинный. Окраска зелёного, коричневого, оливкового, серого, бурого цвета. У некоторых видов брюхо светлее спины.
Предпочитают леса и кустарники. Хорошо лазают по деревьям, где проводят значительную часть жизни. Питаются ящерицами, земноводными, грызунами.
Яд слабый, не представляет угрозы для человека.
Это яйцекладущие змеи. Самки откладывают от 3 до 10 яиц.

## Виды
- Мексиканская остроголовая змея (Oxybelis aeneus)
- Oxybelis brevirostris
- Блестящая остроголовая змея (Oxybelis fulgidus)
- Oxybelis wilsoni